# Cupressus duclouxiana
Cupressus duclouxiana är en cypressväxtart som beskrevs av Paul Robert Hickel. Cupressus duclouxiana ingår i släktet cypresser, och familjen cypressväxter. IUCN kategoriserar arten globalt som starkt hotad. Inga underarter finns listade i Catalogue of Life.